# تفجير جسر القرم 2025
في 3 يونيو/حزيران 2025، نفّذ جهاز الأمن الأوكراني (SBU) هجومًا على جسر القرم دون وقوعأي إصابات. استهدف الهجوم الدعامات المغمورة بالمياه للجسر، حيث صرّح الجهاز بأن الجسر قد لُغِّم على مدى عدة أشهر من قِبل عملائه.
زعم جهاز الأمن الأوكراني أنه استخدم كمية من المتفجرات تعادل 1100 كيلوغرام من مادة تي إن تي. وبحسب ما ورد، تم التخطيط للعملية وتنسيقها شخصيًا من قبل رئيس جهاز الأمن الأوكراني فاسيل ماليوك. وفي أعقاب الهجوم، أفادت إحدى وسائل الإعلام الروسية الرسمية أن الجسر أُغلق مؤقتًا حتى الساعة 7:00 صباحًا ويستمر في العمل بشكل طبيعي.